# محوطه ماشکید ۱۱
محوطه ماشکید ۱۱ مربوط به هزاره ۴ قبل از میلاد است و در شهرستان سراوان، بخش جالق، ۱۸/۵ کیلومتری شمالغرب شهر جالق، منطقه آب سردین واقع شده و این اثر در تاریخ ۲۸ اسفند ۱۳۸۵ با شمارهٔ ثبت ۱۸۹۳۲ به‌عنوان یکی از آثار ملی ایران به ثبت رسیده است.